# Анка Кризманіч
Анка Кризманіч, також відома як Анка Кризманіч-Пауліч (1896—1987) — хорватська художниця та графік, ілюстраторка.

## Біографія
Анка Кризманіч народилась 11 лютого 1896 року. Вона відвідувала приватну школу живопису при Школі живопису Кризмана в Загребі, навчаючись у Томіслава Кризмана. Продовжила навчання між 1913 і 1917 роками у Дрездені, Німеччина, а потім навчалась в Парижі з 1920 по 1930 рік. У 1921 і 1922 роках вона працювала над створенням літографічних карт Дубровника. Роки діяльності- 1910—1946 рр..
У 1935 році Анка познайомилася з німецьким художником Людвігом Венінгером (1904—1945), між ними зав'язався роман. До початку Другої світової війни (близько 1939 р.) стосунки закінчилися.

## Живопис
Її живописні твори складали два великі цикли. Один цикл — «танцювальний», був натхненний танцюристами Анною Павловою, Гретою Візенталь та Гертрудою Лейстіковою. Другий цикл — «закохані».
У 1946 році вона стала науковим ілюстратором Медичного факультету в Загребі і вільний час присвячувала к живопису.
 